# Чорний обеліск Шульману-ашареда III
Чорний обеліск — обеліск заввишки 198 см, викресаний з чорного вапняку за наказом ассирійського царя Шульману-ашареда III та встановлений у Німруді близько 825 року до н. е.

## Історія та опис
Був знайдений британським археологом Генрі Леярдом 1846 року та перевезений до Британського музею.
Обеліск примітний тим, що на одному з барельєфів зображений ізраїльський цар Єгу (найдавніше зображення єврея у світовому мистецтві). Окрім того, обеліск є найбільш раннім артефактом, де згадується Персія (Парсуа).